# Гідрогеологія Індонезії
Гідрогеологія Індонезії.
Острови, які складають Індонезію, в гідрогеологічному відношенні поділяють на гірську та рівнинну частини. В гірських районах розвинуті переважно тріщинні, тріщинно-жильні та тріщинно-карстові води, на рівнинних областях — тектонічні западини та приморські низовини з поровими водами у пухких відкладах. Головні водоносні комплекси в гірських районах представлені вулканічними гірськими породами кайнозою та міоценовими вапняками. В тілах вулканів та лавових плато є потужні джерела дебітом в сотні л/с (іноді до декількох м³/с).
Вапняки архіпелагу закарстовані. Дебіти джерел — десятки та сотні л/с (іноді м³/с). Мінералізація води 0,3-0,4 г/л. Склад HCO3- — Ca2+.
В рівнинній частині основні водоносні горизонти пов'язані з теригенними пліоценовими та четвертинними відкладами. Найбільш водоносними є четвертинні морські та алювіальні відклади, які представлені 5-6 горизонтами гірських порід. Дебіти джерел від часток літра до 30 л/с, свердловин — від 3-5 до 35 л/с. Мінералізація води до 0,5 г/л. Склад HCO3- та HCO3- — Cl- — Ca2+. Дебіти свердловин, які пробурені до пліоценових відкладів менші — від 0,1-0,2 до 8-12 л/с. Мінералізація води коливається від 0,3-0,5 до 20-25 г/л. Склад HCO3-- Cl- — Ca2+ — Na. Більш мінералізовані води збагачені хлором, кальцієм та натрієм. На тер. І. розповсюджені надзвичайно різноманітні за складом та генезисом мінеральні та термальні води.